# 黄强 (1965年10月)
黄强（1965年10月—），男，汉族，甘肃甘谷人。中国教育出版传媒股份有限公司副总经理，人民教育出版社社长。中共党员，曾获复旦大学新闻学博士。著有《编辑出版与先进文化建设》。

## 生平
历任甘肃教育出版社、甘肃人民出版社编辑，甘肃教育出版社总编辑、社长，读者出版集团有限公司党委副总经理，读者出版传媒股份有限公司董事、副总经理，甘肃省新闻出版局副局长。
现任中国教育出版传媒集团有限公司党组成员、中国教育出版传媒股份有限公司副总经理，人民教育出版社社长。
2022年5月，黄强因人教版教科书插图事件被教育部给予党内严重警告、记大过处分。

## 荣誉
2001年被评为第四届全国中青年优秀编辑，2010年入选全国百名有突出贡献的新闻出版业专业技术人员，2016年入选全国新闻出版行业领军人才。